# Biserica Sfânta Treime din Doljești
Biserica „Sfântului Treime” din Doljești este o biserică ortodoxă ctitorită  între anii 1764-1774 de Dionisie Hudici - proprietarul de atunci al moșiei - și hatmanul Vasile Roset, în actualul sat Doljești din județul Neamț.
Biserica a fost inclusă pe Lista monumentelor istorice din județul Neamț cu codul de clasificare cod LMI NT-II-m-B-10615.01

## Istoric
Atestare acestei bisericii reiese din piatra de pisanie: „Acest sfânt locaș s-a zidit întru cinstea Prea Sfintei Troițe, cu cheltuiala Hatmanului Vasile Roset și a ieromonahului Dionisie Hudici, împreună împreună cu ajutorința lui Dumnezeu, pentru veșnica pomenire lor, 1764 noiembrie 24.” Biserica este zidită din cărămidă și lespezi mari de piatră. Stilul arhitectonic este după expresia marelui istoric Nicolae Iorga acela de gotic oriental. Pictura catapetesmei în stil neobizantin datează din anul 1783, numele pictorului nu se cunoaște. Pereții interiori ai bisericii au fost pictați în anul 1928 de către pictorul Luchian din Târgu Neamț. De-a lungul timpului biserica a necesitat reparații: în 1911 a fost tencuită, văruită și acoperită cu tablă, în 1928 s-a construit pridvorul bisericii și în anul 1960 s-a înlocuit streașina, s-au așezat jgheaburi și burlane de scurgere.
Ca obiecte de valoare artistică și istorică există: un pomelnic triptic de lemn, scris în 1796 de egumenul Sofronie; Icoana Maicii Domnului cu „trei mâini” îmbrăcată în argint; Cruce lemn de chiparos cu 66 pietre colorate – 1805; Chivot de argint cu trei turnuri – 1805; Clopot mare de 300 kg cu inscripția Mănăstirea Doljești 1765.

## Arhitectura bisericii
Monument istoric și de arhitectură religioasă construit din piatră în plan treflat. Fațada bisericii este bogat împodobită cu pilaștri, firide oarbe sau panouri scobite de tip oriental. Cornișa bine profilată este subliniată de un brâu zimțat care aduce o nota de sobrietate și de echilibru în compunerea spațiilor exterioare. Bolțile se sprijină pe arce obișnuite cu terminații laterale în consolă, pridvorul este mai spațios decât naosul, iar coloanele libere dintre naos și pronaos au fost îndepărtate rămânând doar cei doi pilaștri de pe laturile de nord și sud. Masivitatea clopotniței de deasupra pridvorului trece neobservată datorită eleganței turlelor, iar absidele laterale de formă semicirculară încadrează simetric absida poligonală a altarului. Monumentalitatea, armonia și fantezia decorativă, sunt calități pe care biserica fostei Mănăstiri Doljești le îmbină într-un sincretism arhitectonic de incontestabilă valoare artistică și originalitate.